# Gin fizz
Gin fizz är en drink bestående av gin, citronjuice, kolsyrat sodavatten och socker. Traditionellt serveras drinken i highballglas med is. Gin fizz är den mest klassiska varianter av fizz-drinkar med sitt ursprung från boken The Bar-Tender’s Guide från 1887 av Jerry Thomas.
Det finns ett flertal varianter på Gin fizz såsom Ramos fizz (även kallad Orleans fizz) som även innehåller limejuice, äggvita, grädde och apelsinblomsvatten. En annan variant är Sloe gin fizz, där sloe gin antingen ersätter eller kompletterar gin.
Gin fizz har stora likheter med drinken Tom Collins, som serveras i större glas (collinsglas).